# Виторкиано
Виторкиа̀но (на италиански: Vitorchiano) е малко градче и община в Централна Италия, провинция Витербо, регион Лацио. Разположено е на 285 m надморска височина. Населението на общината е 4844 души (към 2010 г.).